# Jan Keller
Jan Keller (* 23. ledna 1955 Frýdek-Místek) je český levicově orientovaný sociolog, filozof, publicista, environmentalista a politik. V letech 2014 až 2019 byl poslancem Evropského parlamentu za Českou stranu sociálně demokratickou.

## Studium a pedagogická kariéra
V letech 1974–1979 vystudoval historii a sociologii na Filozofické fakultě University Jana Evangelisty Purkyně (dnešní Masarykova univerzita) v Brně. Studium ukončil obhajobou doktorské práce na téma koncepce dějin u Maxe Webera. Působil jako interní aspirant ČSAV, poté jako závozník ČSAD a jako učitel na střední škole v Havířově. Od roku 1983 byl odborným asistentem na katedře sociologie filozofické fakulty v Brně.
Jako stipendista francouzské vlády absolvoval ve druhé polovině 80. let studijní pobyty na univerzitách v Bordeaux, v Aix-en-Provence a na pařížské Sorbonně, kde působil v tamním archivu a studoval dějiny Francie v 60. a 70. let 17. století. K Francii má velký vztah. V roce 1992 obhájil habilitační práci O byrokratizaci státní správy ve Francii za starého režimu.
V roce 1998 stál u zrodu oboru Humanitní environmentalistika na Masarykově univerzitě v Brně, v roce 1999 byl tamtéž jmenován profesorem pro obor sociologie. Od roku 2000 působí jako profesor sociologie na Fakultě sociálních studií Ostravské univerzity.
Oblastmi jeho odborného zájmu jsou dějiny sociologie, obecná sociologická teorie, teorie organizace, problematika sociálního státu, teorie modernizace a globalizace, společenské souvislosti ekologických problémů, ekologie a trvale udržitelný rozvoj. Environmentálním tématům se věnuje od počátku 90. let, s jejich popularizací začal na stránkách časopisu Poslední generace (dnes Sedmá generace). Vedle odborných a popularizačních článků publikuje také novinové komentáře, nejčastěji v deníku Právo. Je autorem řady odborných i popularizačních knih z oblasti sociologie a environmentalistiky.
Pozdní Kellerovu tvorba se začala vyznačovat silnou homogenitou a vnitřní provázaností. Jako jeden z mála sociálních teoretiků byl schopen poskytnout komplexní diagnózu stavu moderní společnosti a sociologické výpovědi o ní.
Je potřetí ženatý, žije ve Frýdku-Místku. 

## Politická kariéra

### Komunistická strana Československa
V 70. a 80. letech (1973–1989) byl členem KSČ. Podle svých vlastních slov se stal členem KSČ jen proto, že „předpokladem pro práci v oblasti společenských věd bylo členství v KSČ“.

### Evropský parlament
V roce 2009 kandidoval neúspěšně do Evropského parlamentu na šestém místě kandidátky Demokratické strany zelených.
V únoru 2014 se stal ve volbách do Evropského parlamentu lídrem kandidátky České strany sociálně demokratické. Ve volbách získal 57 812 preferenčních hlasů (druhý největší počet; 26,91 %) a byl zvolen poslancem EP. Mimo jiného působil i ve Výboru pro zaměstnanost a sociální věci (EMPL).

Do voleb do Evropského parlamentu 2019 se rozhodl již nekandidovat. V rozhovoru pro DAV DVA prohlásil:
Když jsem tam v roce 2014 šel, naivně jsem se domníval, že Evropská unie je schopna a ochotna ubránit své členy před tlaky globálního kapitálu, nadnárodních firem a velkých financí. Když jsem se ze svých iluzí vyléčil, vyvodil jsem z toho dva důsledky: V knížce Evropské rozpory ve světle migrace jsem se snažil popsat, jak funguje EU ve skutečnosti. Tou druhou věcí bylo, že jsem si pečlivě sbalil věci, abych v Bruselu nic nezapomněl, protože mi bylo jasné, že se tam už nikdy nevrátím.

## Ocenění
- – Medaile Za zásluhy I. stupně, za zásluhy o stát v oblasti vědy (2013).
- Časopis A2 zařadil jeho knihu Tři sociální světy do českého literárního kánonu po roce 1989, tedy do výběru nejdůležitějších českých knih v období třiceti let od sametové revoluce.[15]

## Názory
- V otázce svého moravského původu Jan Keller uvedl: „Vždy v cizině zdůrazňuji, že jsem z Moravy, nikoliv z Čech. I na Slovensku mne vyloženě považují za moravského sociologa.“[16]
- Vystoupil proti placenému školnému, které shrnul do deseti důvodů.[17]
- Vyjádřil nesouhlas se zvětšováním rozdílu mezi bohatými a chudými: pro situaci, kdy např. plat nejvýše a nejníže postaveného zaměstnance určité firmy dosáhne rozdílu v řádu stonásobků a více, zavedl termín „nesouměřitelnost“.[18]
- V letech 2006–2008 se zapojil do kampaně proti plánům na stavbu americké vojenské základny v ČR jakožto součásti plánovaného systému protiraketové obrany USA.[19]
- Na dotaz Parlamentních listů, co si myslí o oficiální statistice Eurostatu,[20] která uvedla, že mezi lety 2010 až 2016 odteklo z ČR do zahraničí na dividendách 7,6 procenta HDP, tedy 2252 miliard korun, zatímco dotace z EU činily 1,9 procenta HDP, neboli 563 miliard korun, Keller odpověděl, že „je bohužel pravda. Ze sociologického hlediska je to ještě zajímavější. Když se české ekonomice daří, bohatnou z toho horní příjmové vrstvy na Západě. Když nám z Bruselu posílají kapesné v podobě eurodotací, jde to především z kapes středních vrstev na Západě. Ve výsledku se tak rozevírají nejen nůžky mezi bývalou západní a východní Evropou, ale narůstá i nerovnost mezi majetkovou elitou a zbytkem společnosti na Západě.“[21]